# アンリ3世 (バル伯)
アンリ3世（フランス語：Henri III, 1259年 - 1302年9月）は、バル伯（在位：1291年 - 1302年）。バル伯ティボー2世とジャンヌ・ド・トゥシーの息子。

## 生涯
アンリ3世は父ティボー2世とメッツ司教が対立した時に騎士となり、その後ロレーヌ公フェリー3世に仕えた。父が死去した時、アンリ3世は十字軍に参加する準備をしていた。
1284年、シャンパーニュ女伯でナバラ女王のフアナ1世がフランス王フィリップ4世と結婚した。これに対し、アンリ3世はイングランド王エドワード1世の娘エリナーと結婚し、フランスとイングランドの間で争いが勃発したとき、アンリ3世はこれに巻き込まれた。この争いはブルージュ条約により終結した。その条約の条件に基づき、アンリ3世はいくつかの要塞を放棄し、バロワ・ムーバンと呼ばれるバル伯領の一部についてフィリップ4世に対し臣下の礼を取った。アンリ3世はまた、キプロスにおいてムスリム軍と戦うことを約束した。
このため、アンリ3世はナポリ王国に向かった。シチリア王フェデリーコ2世との戦いにおいてナポリ王カルロ2世を支援した時に、アンリ3世は負傷しその後まもなくして死去した。

## 家族
1293年9月20日にブリストルにおいてイングランド王エドワード1世とエリナー・オブ・カスティルの娘エリナーと結婚し、以下の子女をもうけた。
- エドゥアール1世（1294年 - 1336年）[4]  - バル伯
- ジャンヌ（1295年 - 1361年）[5] - 1306年に第7代サリー伯爵ジョン・ド・ワーレン（英語版）と結婚